# Peter Meijer
Pour les articles homonymes, voir Meijer.
Peter James Meijer, né le 10 janvier 1988 à Grand Rapids (Michigan), est un homme politique américain.
Membre du Parti républicain, il représente le 3e district du Michigan à la Chambre des représentants des États-Unis de 2021 à 2023.

## Biographie

### Jeunesse et carrière professionnelle
Peter Meijer est le fils de Hank Meijer, coprésident des hypermarchés Meijer avec son oncle Doug Meijer. Sa famille est considérée comme la plus riche du Michigan par le magazine Forbes.
Peter Meijer étudie l'anthropologie à l'université Columbia, où il obtient un baccalauréat universitaire en 2012. Parallèlement à ses études, il est engagé dans la réserve de l'armée de 2008 à 2016, et sert en Irak de 2010 à 2011. Après Columbia, il devient analyste des conflits pour une organisation humanitaire en Afghanistan de 2013 à 2015. Diplômé d'une maîtrise en administration des affaires de l'université de New York en 2017, il est par la suite analyste pour une société immobilière dans le Michigan.
En 2018, il acquiert une ancienne usine qu'il fait transformer en studio d'art. L'année suivante, en septembre 2019, il fait annuler une représentation de Drag Syndrome, une troupe de drag queens trisomiques qui devait s'y produire lors d'un festival d'art de Grand Rapids. Peter Meijer dit douter que les membres de la troupe puissent donner un « consentement plein et informé ». Il est poursuivi par l'Union américaine pour les libertés civiles, qui dénonce des discriminations fondées sur le handicap et le sexe et estime que le républicain « perpétue des mythes et préjugés dangereux à propos des capacités des personnes trisomiques »,.

### Carrière politique

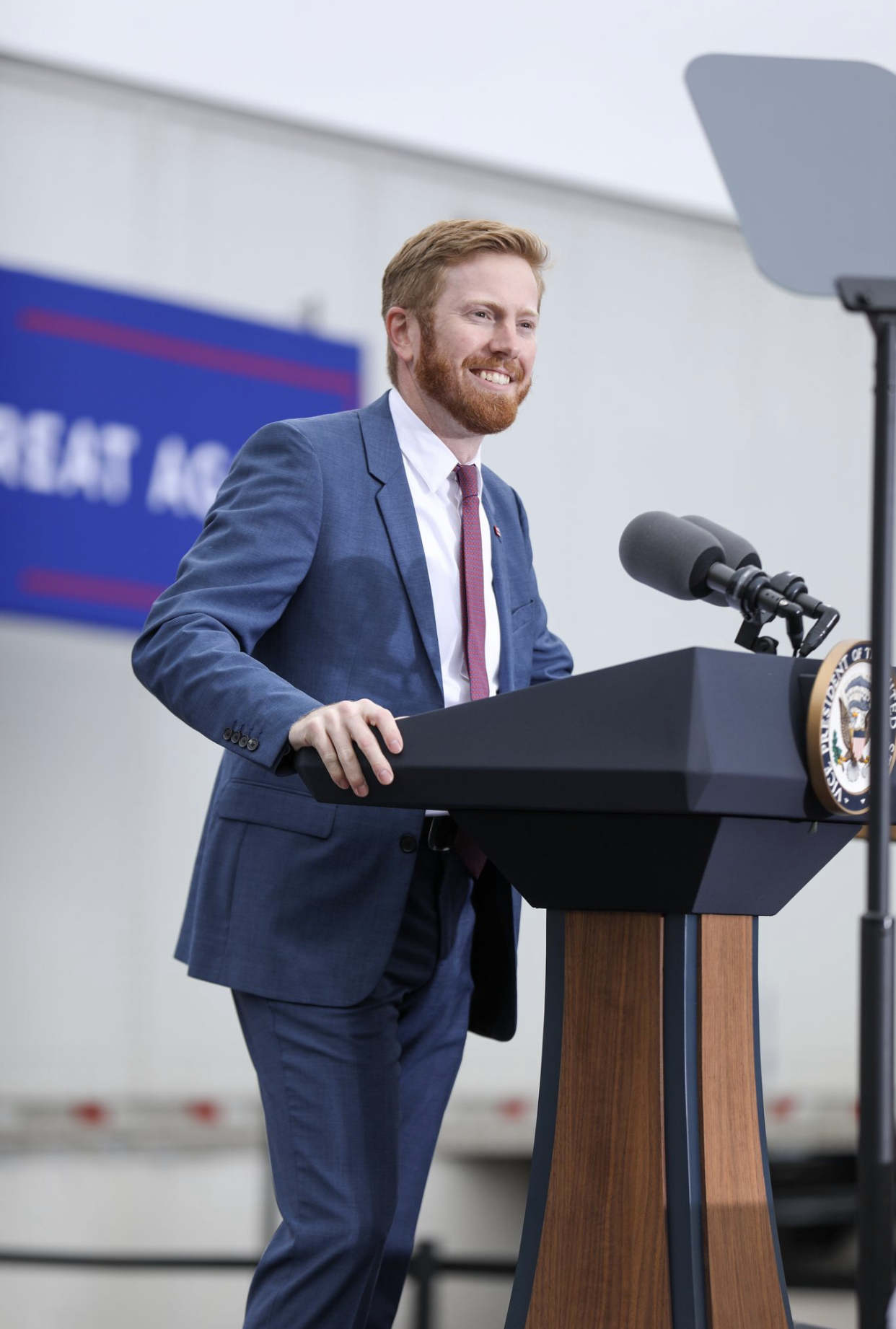
Peter Meijer en campagne en 2020.

En vue des élections de 2018, Peter Meijer participe à With Honor, un comité d'action politique visant à élire des vétérans républicains comme démocrates au Congrès des États-Unis.
Lors des élections de 2020, il est lui-même candidat à la Chambre des représentants des États-Unis dans le 3e district du Michigan, où le libertarien et ancien républicain Justin Amash ne se représente pas. La circonscription, favorable aux républicains, est formée autour de Grand Rapids. Héritier d'une famille connue dans la région, Peter Meijer lève d'importants fonds pour sa campagne et reçoit le soutien de plusieurs personnalités, dont Kevin McCarthy et la famille de Betsy DeVos. Il remporte la primaire républicaine avec environ 50 % des suffrages, devançant notamment la représentante d'État Lynn Afendoulis (26 %) et le président du village de Sand Lake Tom Norton (16 %). En novembre 2020, il est élu représentant des États-Unis en battant la démocrate Hillary Scholten de six points.
Le 13 janvier 2021, après l'assaut du Capitole des États-Unis par des partisans de Donald Trump le 6 janvier, qui fait cinq morts et des dizaines de blessés, la Chambre des représentants approuve la mise en accusation de Donald Trump pour « incitation à l'insurrection » par 232 voix (dont 10 républicains) contre 197,,. Peter Meijer fait partie, aux côtés de Liz Cheney, des 10 républicains qui se joignent aux démocrates pour voter la mise en accusation de Donald Trump et déclare : « Le président Trump a trahi son serment en cherchant à saper notre processus constitutionnel, et il porte la responsabilité de l'incitation à l'insurrection que nous avons subie la semaine dernière »,.

## Positions politiques
Membre du Parti républicain, Peter Meijer est un homme politique conservateur, souhaitant réduire les régulations du gouvernement et opposé à l'avortement comme aux restrictions au port d'arme. Après son élection, il met cependant en avant sa volonté à travailler de manière bipartisane,.